# Antoni Barniol i Verdaguer
Antoni Barniol i Verdaguer (Sant Martí d'Albars, Província de Barcelona, 1902 - Vic, Província de Barcelona, 1997) fou sacerdot, Vicari, canonge i professor. Perlat d'Honor de Sa Santedat (1985) i degà de la catedral de Vic (1979). S'ordenà sacerdot a Barcelona en 1927 i, després d'uns quants anys de vicari en diverses parròquies (Llaers, 1927; Orís, 1928; Campdevànol, 1930, i Manresa, 1940), entrà de professor del Seminari de Vic (1946). En aquesta institució hi impartí matemàtiques (1946-63), història de la literatura (1950-51) i Exercitationes Institutionis-Calligraphia (1956-59). Paral·lelament, hom li confià la direcció del Col·legi de Sant Miquel dels Sants de Vic (1949), on ja ensenyava com a professor des de 1940. Amb anterioritat havia estat professor del Col·legi de Comerç de Ripoll (1828) i mestre a Ripoll (1931). El 1963 fou nomenat canonge de la catedral de Vic. Obtingué la dignitat de xantre onze anys després (1974) i el deganat del capítol de canonges li arribà el 1979. Quan se jubilà d'aquest càrrec, i en recompensa dels seus esforços en bé de la catedral, li fou atorgada una prelatura d'honor.